# Racing Club de Estrasburgo Alsacia
Racing Club de Estrasburgo Alsacia —oficialmente en francés Racing Club de Strasbourg Alsace—, más conocido como Racing de Estrasburgo o simplemente como Estrasburgo en países hispanohablantes, es un club de fútbol francés, de la ciudad de Estrasburgo en Alsacia. Fue fundado en 1906 bajo el nombre de Erster Fußball Club Neudorf, en honor al barrio donde se estableció en Estrasburgo. Juega en la Ligue 1, la primera división del fútbol francés.
El Racing es uno de los seis clubes que han ganado los tres principales trofeos franceses: la Ligue 1 en la temporada 1978-79. Así mismo, tiene en sus palmarés tres Copas de Francia (1951, 1966 y 2001), y tres Copas de la Liga de Francia (1997, 2005 y 2019). El club también se encuentra entre los seis equipos que han jugado más de 2.000 partidos en la máxima categoría de Francia (que abarcan 56 temporadas) y ha participado en 52 partidos europeos desde 1961. Ganó la desaparecida Copa Intertoto de la UEFA en la temporada 1995. A pesar de estos logros, el racing nunca se ha podido establecerse como uno de los clubes líderes de Francia, experimentando el descenso varias veces desde principios de la década de 1950. 
El destino del club siempre ha estado ligado a la historia de la región de Alsacia. Como la región, el Racing ha cambiado de nacionalidad tres veces y tiene una historia convulsa. Fundado en lo que entonces era parte del Imperio alemán, el club insistió desde el principio en sus raíces alsacianas y populares, en oposición a los primeros clubes con sede en Estrasburgo que provenían de la burguesía nacida en Alemania. Cuando Alsacia fue devuelta a Francia en 1919, el club cambió su nombre de "FC Neudorf" a "Racing Club de Estrasburgo" imitando el nombre del club Pierre de Coubertin's Racing Club de France, un claro gesto de francofilia. Los jugadores del Racing vivieron la Segunda Guerra Mundial como la mayoría de los alsacianos: evacuados en 1939, anexados en 1940 y luchando por evitar la nazificación y la incorporación a la Wehrmacht entre 1942 y 1944. 
Cuando Alsacia regresó definitivamente a Francia, la identidad de Racing cambió hacia el jacobinismo, con emocionantes victorias en la copa en 1951 y 1966 en medio de controversias franco-alsacianas. Más recientemente, el club ha estado ansioso por promover su vocación europea junto con sus fuertes lazos locales.
Es además uno de los 10 equipos que nunca han perdido frente al F. C. Barcelona.

## Historia

### De Neudorf al Sueño: Los Primeros Pasos del Racing (1906-1935)

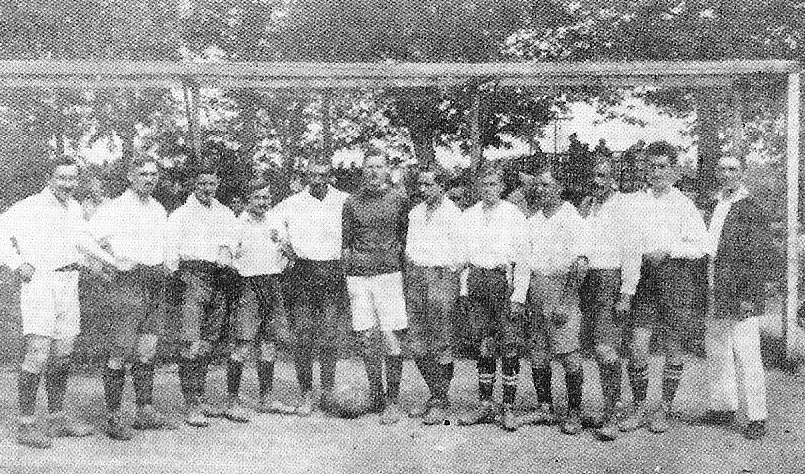
El Racing Estrasburgo, conocido en ese entonces como FC Neudorf, en 1919

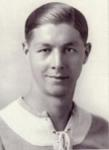
Lucien Halter fue un jugador clave del Racing Club de Estrasburgo Alsacia en los años 30, siendo su capitán, el más presente en cancha y figura destacada en la final de la Copa de Francia de 1937

El Racing Club de Estrasburgo fue fundado en 1906 por un grupo de jóvenes estudiantes del barrio de Neudorf, al sur de la ciudad de Estrasburgo. Eran apasionados del fútbol, pero contaban con escasos recursos económicos, por lo que inicialmente jugaban con pelotas de trapo. Gracias a sus ahorros y al apoyo de uno de sus maestros, lograron adquirir una pelota de cuero y fundaron el equipo bajo el nombre de Erster Fußball Club Neudorf, conocido comúnmente como F.C. Neudorf. El fútbol no era bien visto por las autoridades alemanas de la época, por lo que el club nació en un contexto de cierta marginalidad social y deportiva.
En sus inicios, el club era considerado menor, ubicado en una zona periférica de la ciudad, lejos de los clubes más populares de la época como el Straßburger Fußball Verein y el FC Frankonia. Con este último mantuvo una intensa rivalidad por el control del Jardín de Haemmerle, en Neudorf 
Durante ese periodo, Alsacia formaba parte del Imperio Alemán, por lo que el club se afilió a la Federación Alemana de Fútbol. En 1909 se inscribió en las divisiones del sur de Alemania, y en 1912 se coronó campeón de la División C, ascendiendo a la División B. En 1914, el club se trasladó al Jardín de Haemmerle, pagando un alquiler anual de 300 marcos, lo que provocó el retiro del FC Frankonia del lugar. Este campo se convertiría más adelante en el actual Stade de la Meinau. El estadio fue inaugurado oficialmente el 17 de abril de 1914 y, con el tiempo, se convirtió en uno de los recintos más emblemáticos del fútbol francés.
En 1921, el club construyó sus primeras gradas de madera en el Jardín de Haemmerle, lo que marcó el inicio de una mayor afluencia de público y consolidación institucional.
Tras la Primera Guerra Mundial, Alsacia y Lorena fueron reincorporadas a Francia. Como consecuencia, el club cambió su nombre a Racing Club Strasbourg Neudorf el 11 de enero de 1919, y poco después adoptó el nombre definitivo de Racing Club de Strasbourg. La elección del término "Racing" fue una clara muestra de francofilia, inspirada en el prestigioso Racing Club de France. Este cambio también reflejaba el deseo del club de alinearse con la identidad nacional francesa en un momento de redefinición cultural y política en la región.
Ese mismo año, el club se integró al sistema de competiciones francés, logrando conquistar el campeonato de Alsacia en 1923, 1924 y 1927. En 1925 participó en la Copa de Francia, donde eliminó al Red Star de París antes de caer en octavos de final ante el Lille.
Aunque inicialmente se mostró reacio al profesionalismo, como muchos clubes del norte de Francia, el Racing dio un paso decisivo el 10 de junio de 1933. En una asamblea extraordinaria celebrada en el Restaurante de la Bourse de Estrasburgo, jugadores y directivos votaron a favor de profesionalizar el club. A partir de entonces, el Racing comenzó su andadura en la segunda división francesa, ascendiendo rápidamente a la primera división en 1934 tras vencer en los play-offs al FC Mulhouse y al Saint-Etienne. Este ascenso marcó el inicio de una etapa dorada para el club, que comenzaba a consolidarse como una fuerza emergente en el fútbol francés.
Los primeros años en la élite fueron prometedores. El club finalizó segundo en la temporada 1934-1935, tercero en la 1935-1936.

### Entre Guerras y Gloria (1936-1964)

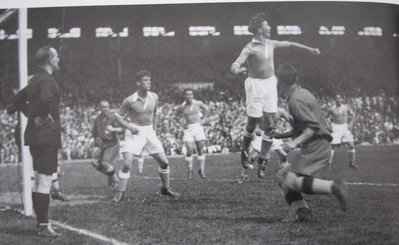
Final de la copa de Francia de 1937 ante el FC Sochaux.

El éxito del equipo en la década de 1930 hizo que varios de sus jugadores como Fritz Keller y Oscar Heisserer fueran llamados para jugar partidos con la Selección de fútbol de Francia, además el Racing contaba en aquella época con el delantero alemán Oskar Rohr, que a día de hoy todavía mantiene el récord de mayor número de goles con la camiseta del club alsaciano.
Con el estallido de la Segunda Guerra Mundial, los habitantes de la ciudad de Estrasburgo tuvieron que ser evacuados al sur de Francia, el equipo de fútbol se trasladó provisionalmente a la localidad de Périgueux, donde ganaron un título en 1940 del campeonato de Dordoña. 
Tras la derrota francesa a manos del ejército de la Wehrmacht, Alsacia se anexiona a la Alemania nazi y en agosto de 1940, el Racing pasó a llamarse Rassensport-Club Straßburg. El equipo comenzó a jugar en la Gauliga Elsaß, una competición a nivel amateur y considerada como el primer nivel del fútbol alemán. 
Durante aquellos años, el máximo rival del RCS fue el Estrella Roja de Estrasburgo quien antes se llamaba FC Frankonia y mantenía intensas rivalidades con el FC Neudorf (RCS) durante los años de pertenencia al Imperio Alemán. El RCS consiguió formar un equipo competitivo en el año 1941 y participó en las finales regionales pero quedando eliminados por el Fußball Club Mülhausen. El equipo obtuvo el segundo lugar durante las dos temporadas posteriores y llegó a participar en una edición de DFB Pokal en el año 1942.
A partir de 1942, los alsacianos fueron reclutados por las fuerzas de la Wehrmacht y de la Waffen-SS y varios jugadores del club, entre ellos Oscar Heisserer, se dieron a la fuga e hicieron que varios de sus compañeros fueran heridos para evitar la incorporación. Oskar Rohr estuvo encarcelado después de haber servido a la Legión Extranjera Francesa en el momento del estallido de la guerra. Durante un partido contra el equipo de la Schutzstaffel, el SS SG Straßburg, los jugadores del RassensportClub, vistieron un uniforme compuesto por una camiseta azul, pantalones blancos y medias rojas, mostrando así un claro patriotismo hacia Francia.
Tras la conclusión de la Segunda Guerra Mundial, la región de Alsacia vuelve a pertenecer a Francia y por tanto el club vuelve a jugar en el sistema de competición francés. El RCS vuelve a llamarse Racing Club de Strasbourg y recupera su plaza en la Ligue 1. El equipo se formó a través de la figura de Oscar Heisserer quien se convirtió en el primer futbolista alsaciano en ser capitán de la Selección de fútbol de Francia y Francisco mateo, un central español que emigró a Francia tras el estallido de la guerra civil española. 
En 1947, el Racing alcanzó por segunda vez en su historia, la final de la Copa de Francia que volvió a disputarse en el estadio olímpico Yves-du-Manoir en la provincia de Colombes. El resultado final fue una derrota por dos goles a cero ante el Lille OSC. Permanecieron en la competición hasta que en la temporada 1948-1949, fueron descendidos a la Segunda División Francesa, aunque finalmente permanecieron en la Ligue 1 debido a la renuncia del SR Colmar por problemas económicos.

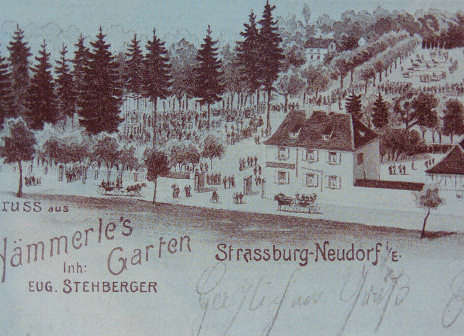
Jardín Haemmerlé donde se construyó el estadio de la Meinau, Estrasburgo

En el año 1951, el Racing ganó su primer título a nivel nacional, tras derrotar en la final de la Copa de Francia al Valenciennes por un resultado final de tres goles a cero. El significado de la victoria fue mucho más allá del ámbito deportivo ya que Alsacia se vio salpicada por la masacre de Oradour-sur-Glane, donde catorce alsacianos, incorporados del 2.ª División SS Das Reich, habían sido acusados de crímenes de guerra, una medida que despertó un gran resentimiento en la región. Inmediatamente después de su regreso a Estrasburgo, los jugadores celebraron una emotiva y simbólica ceremonia en el monumento a los muertos de la ciudad.
Un año después, en 1952, el Racing descendió a la segunda división francesa tras haber quedado en última posición del campeonato liguero, aunque recuperaron la plaza en la élite sólo un año después. Con la llegada del futbolista austriaco Ernst Stojaspal, el Racing tuvo sus mejores temporadas tras la posguerra, terminando en cuarta posición en la temporada 1954-1955. Este éxito no se prolongó mucho más allá pese a la presencia de Stojaspal ya que descendieron de nuevo en el año 1957. Tras varios años en la Ligue 2, los del Racing volvieron a recuperar la categoría, tras una sobresaliente temporada en el año 1960.
Durante los años 60, el conjunto alsaciano, tuvo la posibilidad de disputar competiciones europeas por primera vez en su historia. 

### Del Camp Nou a la Cima (1965-1993)
Gracias a la Foire européenne, el Racing compitió en la Copa de Ferias en 1965, dejando en el camino a equipos como el A. C. Milán en dieciseisavos de final o al F. C. Barcelona en octavos de final, siendo uno de los 10 equipos que nunca han perdido en el Camp Nou. Finalmente el equipo cayó en cuartos de final ante el Manchester United. En 1966, el Estrasburgo conseguiría su segundo título de Copa de Francia tras derrotar en la final al F. C. Nantes por uno a cero, impidiendo así que el equipo de la Bretaña pudiera revalidar el título por segundo año consecutivo. El capitán de aquel equipo, René Hauss logró la hazaña de lograr dos títulos con el club, siendo el único en haberlo logrado hasta la fecha.
Aquel equipo también contaba con otros jugadores clave como son el caso de Raymond Kaelbel y dos jovencísimos jugadores como Gilbert Gress y Gérard Hausser. Como ya pasó con el primer título, hubo polémica por parte de diferentes periodistas franceses como fue el caso de Thierry Roland quien comentó que La copa de Francia, fue ganada por un equipo del extranjero, algo que no sentó bien a la entidad y a la población de Alsacia. 
En el año 1968, comenzó un proceso de fusión entre el Racing y otros clubes de menor tamaño en Estrasburgo. Association Sportive Culturelle de la Meinau y el CS des Pierrots 1922 Strasbourg . Esta fusión entró en vigor a partir del año 1970 y la nueva entidad se denominó Le Racing Pierrots Strasbourg Meinau o como reflejaban en sus siglas, R.P.S.M. Los pierrots eran un equipo amateur con jóvenes talentos, que ganaron torneos regionales en 1969 y 1970 pero no tenían ni suficiente dinero ni infraestructuras para poder disputar sus partidos de fútbol, mientras que el Racing era un equipo adinerado y necesitaba la búsqueda de jóvenes talentos para su plantilla. La fusión, por tanto, apareció como una excelente oportunidad para construir un poderoso club de fútbol en Estrasburgo y fue favorecida por una gran cantidad de círculos empresariales y políticos. 
Sin embargo, las relaciones comenzaron a empeorar debido a las tensiones internas entre exmiembros de los Pierrots que deseaban volver a refundar su antiguo club de fútbol, por lo que dejaron el RPSM en 1971. Pese a la gran incorporación del futbolista yugoslavo Ivica Osim, el RPSM acabaría descendiendo en esa misma temporada. El club recuperó la categoría un año después con Osim y dos internacionales franceses como son Jean-Noël Huck y Marc Molitor. La grave situación en la que se encontraba el club, obligó a vender a su estrella Ivica Osim al F. C. Metz y reemplazándolo en su lugar con Reinhard Libuda. 
Mientras que Osim abandonó de manera dolorosa el club para marcharse a Sedán a ayudar a su nuevo equipo, Libuda fue suspendido de manera inmediata debido a la implicación de un amaño de partidos durante su estancia en Alemania, aunque fue liberado meses después. Los últimos años de esta fusión acabaron con el Estrasburgo descendiendo a la Ligue 2 y terminando con la fusión en 1976. El equipo recupero el nombre original de Racing Club de Strasbourg.
En 1976, parecía que el futuro del Racing club de Estrasburgo podría verse muy oscuro, al haber descendido por segunda vez en cuatro años, con una inestabilidad en los despachos tras el fracaso de la fusión con los Pierrets, buscaban subvenciones municipales para alcanzar un presupuesto equilibrado.
Las dificultades económicas obligaban al Racing a vender a muchos de sus jugadores importantes como Jean-Noël Huck, Marc Molitor, Gilbert Gress o Gérard Hausser entre otros. La imposibilidad de comprar jugadores en el mercado de fichajes, hizo que el Racing tuviera que depender de su cantera y de jugadores de clubes amateurs de la región.
Afortunadamente surgió una gran generación de jugadores jóvenes y talentosos formada principalmente por Léonard Specht, Jean-Jacques Marx, René Deutschmann, Yves Ehrlacher, Albert Gemmrich, Roland Wagner y Joël Tanter. Junto con el portero Dominique Dropsy y el capitán Jacky Duguépéroux, formaron una gran estructura durante el periodo de 1976 a 1980. Durante esos cuatro años, quedaron como campeón de segunda división en 1977, consiguió un tercer puesto en 1978, ganaron el campeonato de Ligue 1 por primera vez en su historia en 1979 y culminaron con una quinta posición en 1980. Además tuvieron sus mejores resultados en competiciones europeas llegando a dieciseisavos de la Copa de la UEFA en 1979 y a cuartos de final de la Copa de Europa en 1980.
El comienzo de la temporada 1976-77 no fue el más deseado, pues tras haber perdido a principios de noviembre ante el Amiens S. C., la directiva se vio obligada a contratar al exjugador del club y entrenador Elek Schwartz, quién vistió la camiseta del Racing durante los años 30. Rápidamente el equipo cambió la dinámica y consiguió el ascenso a la Ligue 1 derrotando al A. S. Mónaco en la batalla por el campeonato liguero. Tras conseguir los objetivos, Schwartz se retiró de los banquillos y dejó su posición a otro exjugador como Gilbert Gress. Gress se retiró meses antes en el club alsaciano para consagrarse como entrenador. Su regreso a Estrasburgo provocó un gran entusiasmo entre la afición, registrando una gran tasa de interés del público debido a las actuaciones del equipo. Durante aquellos años, se superaron los récords de asistencia en el estadio.
La temporada 1977-78 se vio dominada por los dos equipos que ascendieron a la Ligue 1 la temporada anterior con el A. S. Mónaco acabando como campeón y con el Racing club de Estrasburgo quedando en la tercera posición, siendo su mejor resultado desde 1936. Gress sacó rendimiento a los jugadores que tenía disponibles y consiguió contratar a otros como  Jacky Novi, Raymond Domenech y Francis Piasecki con experiencia y procedentes de Francia. Gress solía establecer ideas tácticas e innovadoras, sus equipos se dedicaban a atacar y defender al mismo tiempo, algo que no era habitual en el fútbol francés en aquella época. Los defensores podrían sobrepasar el centro del campo y los atacantes bajaban a las labores defensivas. Gress fue de los primeros técnicos en realizar esta nueva táctica de jugar al fútbol.

- Nómina campeona de 1979: Dominique Dropsy, Raymond Domenech, Jacky Duguépéroux, Jacques Novi, Jean-Jacques Marx,Yves Ehrlacher, René Deutschmann, Francis Piasecki, Roland Wagner,Joël Tanter,Albert Gemmrich. DT: Gilbert Gress.

Durante la temporada 1978-79 el Racing consiguió mantener el mismo bloque con el que quedó campeón en 1977 en segunda división y tercero en 1978 en la Ligue 1. A todo ello se le sumó las incorporaciones del delantero Jacques Vergnes y el jugador chadiano Nabatingue Toko. El primero no consiguió adaptarse a la nueva forma de jugar de Gress, por  lo que fue vendido al Girondins de Burdeos tras haber jugado sólo seis partidos, por su parte Toko fue el único jugador extranjero que contaba el equipo alsaciano. Desde el comienzo de temporada, el equipo alcanzó la primera posición y la mantuvo hasta el final de la temporada. Pese a la gran cantidad de lesionados que reportaba el equipo, Gress consiguió administrar la ventaja de puntos que contaba con respecto a sus dos mayores perseguidores, como F. C. Nantes y el Saint-Etienne. El Racing acabó como campeón de liga con un total de 56 puntos, dándole derecho a jugar la siguiente edición de la Copa de Europa.
Al regresar de Lyon, donde se jugó el partido por el título, se presentó una multitud de aficionados que esperaban al equipo en cada estación de tren de Alsacia antes de llegar a Estrasburgo. 
El club vio cómo se producía un cambio en la presidencia en 1979, se marchó Alain Léopold y lo sustituyó André Bord, Duguépéroux se retiró del fútbol profesional y Gemmrich se fue traspasado al Girondins de Burdeos. Para reemplazarlo, Bord trajo en su lugar al extremo Carlos Bianchi, Bianchi fue un goleador prolífico pero también un delantero muy tradicional sin intención de comprometerse con la defensa y el juego en equipo, para desesperación de Gress. La temporada estuvo marcada por el regreso de las luchas internas, especialmente con la relación cada vez más conflictiva entre Gress y Bord, pero el equipo, sin embargo, logró un quinto puesto. Tras eliminar a los noruegos del IK Start (2-1 y 4-0), el Racing perdió 1-0 en la ida de la segunda ronda al club de Checoslovaquia, Dukla Prague. En el partido de vuelta, el Estrasburgo ganó por 1-0 en el tiempo reglamentario y se clasificó al marcar un segundo gol en la prórroga. avanzó a los cuartos de final de la Copa de Europa, donde fue eliminado por el Ajax. 
En 1980, profundos desacuerdos opusieron a Gilbert Gress al nuevo presidente André Bord y se tomó la decisión de despedir al técnico tras la recepción del vigente campeón, el FC Nantes, el 23 de septiembre de 1980. A lo largo del partido se lanzaron consignas hostiles al presidente y la derrota por 2-1 provocó disturbios sin precedentes en Stade de la Meinau, el estadio fue saqueado y Gilbert Gress fue llevado por la multitud. Los resultados deportivos luego fueron deteriorándose poco a poco y el RCS descendió a la división inferior en 1986. Después de un segundo título de campeón francés de Ligue 2 en 1988, el Racing volvió a sufrir un nuevo descenso la temporada siguiente. Terminó consecutivamente tres veces seguidas en la segunda posición del campeonato y después de haber perdido dos veces en los play-offs de acceso, regresó a la Ligue 1 en 1992 al vencer al Stade Rennes 0-0 y luego 4-1 en casa frente a un afluencia de unos 40.000 espectadores.

### Del Zar al Renacer (1994-)
En el verano de 1994, la plantilla formada por los futuros internacionales Frank Lebœuf y Marc Keller se reforzó con la llegada de Franck Sauzée, Alexander Vencel y Aleksandr Mostovoi, apodado el Zar. Racing llegó a la final de la Copa de Francia de 1995 esa temporada, donde Paul Le Guen le dio la victoria al Paris Saint-Germain 1-0. Al comienzo de la temporada 1995–96, Racing ganó la Copa Intertoto y, por lo tanto, se clasificó para la Copa de la UEFA. La aventura termina en los octavos de final ante el AC Milan de Paolo Maldini, George Weah y Roberto Baggio tras dos derrotas por 1-0 y 2-1. En mayo de 1996, Frank Lebœuf se despide de La Meinau después de seis años en Estrasburgo. Durante la temporada 1996-1997, el Racing ganó su primer título nacional desde 1979 al traer la Coupe de la Ligue a Estrasburgo tras una victoria sobre el Girondins de Bordeaux en los penaltis.
En 1997, el municipio de Estrasburgo vendió el 49% que poseía en el capital del club al grupo de gestión deportiva International Management Group (IMG) y Patrick Proisy se convirtió en el nuevo presidente del club. Durante la primera temporada 1997-1998, el RC Strasbourg logró una buena racha en la Copa de la UEFA, clasificándose ante el Glasgow Rangers y el Liverpool Football Club. En octavos de final, Racing venció 2-0 al Inter de Milán de Ronaldo en el Stade de la Meinaupero estará fuera de esta competencia después de una derrota por 3-0 en el partido de vuelta en Italia. En 2001 y tras dos medias temporadas en liga, los de Estrasburgo lograron ganar la Copa de Francia pero descendieron a la División 2. Las relaciones entre el propietario del club y la afición son cada vez más complicadas y el club debe renunciar por un tiempo al nombre de "Racing club de Strasbourg" a raíz de un conflicto con Racing omnisports, titular del número de acreditación de la federación. Después de un ascenso en la División 1 en 2002, IMG completó la aventura en Estrasburgo y vendió el club a inversores locales en 2003.
Bajo la dirección de Jacky Duguépéroux y el trío atacante Alexander Farnerud - Mamadou Niang - Mickaël Pagis, el club ganó otro título con la Coupe de la Ligue 2005 al vencer al Stade Malherbe de Caen 46 en la final. Tras la marcha de Niang en el verano de 2005, el equipo jugó toda la temporada en zona de descenso y descendió a segunda división. Paradójicamente, el Racing tuvo una buena racha en la Copa de la UEFA y llegó a los octavos de final tras finalizar primero en la fase de grupos, incluido un empate 1-1 ante la AS Roma. Racing logra obtener una remontada inmediata la temporada siguiente.

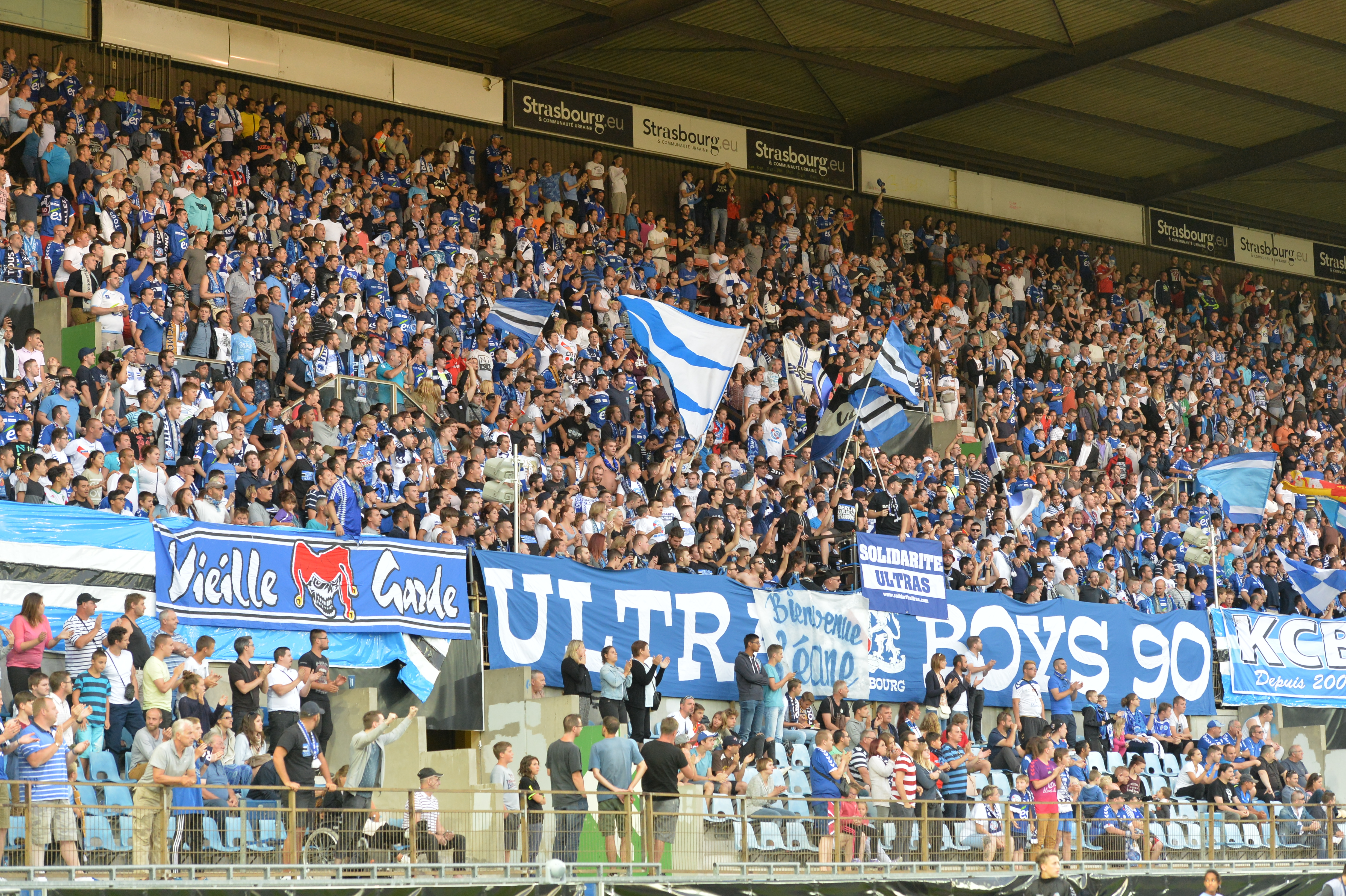
Los aficionados del Racing Club de Estrasburgo

En la temporada 2007/08 de la Ligue 1, tras terminar en el 19° puesto, desciende a la Ligue 2. En su vuelta a la segunda división la temporada, en la última jornada debía visitar al Montpellier Hérault Sport Club que también se jugaba el ascenso. El resultado fue de 2 a 1 para los locales, dejando otro año más al Estrasburgo en segunda.
En la temporada siguiente (2009/10) el Estrasburgo partía como favorito para ascender por lo realizado en la temporada anterior. Sin embargo, ocurrió todo lo contrario, el club atravesó una crisis económica, cambios de presidentes (5 en toda la temporada) y entrenadores, y un equipo que nunca encontró el rumbo en liga. El resultado fue el descenso a la Championnat National.
La temporada 2010/11 en la 3ª división, si bien el equipo empezó las 5 primeras jornadas en puestos de descenso, pudo remontar terminando en 4° lugar, lo que no fue suficiente para conseguir el ascenso a la Ligue 2. A pesar de realizar una buena temporada, el club fue declarado en quiebra por el Tribunal De Estrasburgo, lo que le obligó a descender a la Championnat de France amateur 2 de football, la 5ª división del fútbol francés.
El Estrasburgo formó parte del grupo C de aquella categoría. Empezó la temporada con la misma crisis económica que las anteriores pero el interés del público asistiendo al estadio (el promedio de espectadores a lo largo de la temporada fue de 6.412), provocó que el club fuese comprado por inversionistas.
Fue campeón del grupo con 100 puntos en 30 jornadas, con un registro que terminó casi que invicto, logrando el ascenso al Championnat de France amateur de football. Tras la temporada, el equipo cambia su nombre por el de Racing Club de Strasbourg Alsace. En la temporada siguiente el club lograría ascender a la primera división luego de quedar primero en la Ligue 2 2016-17. 

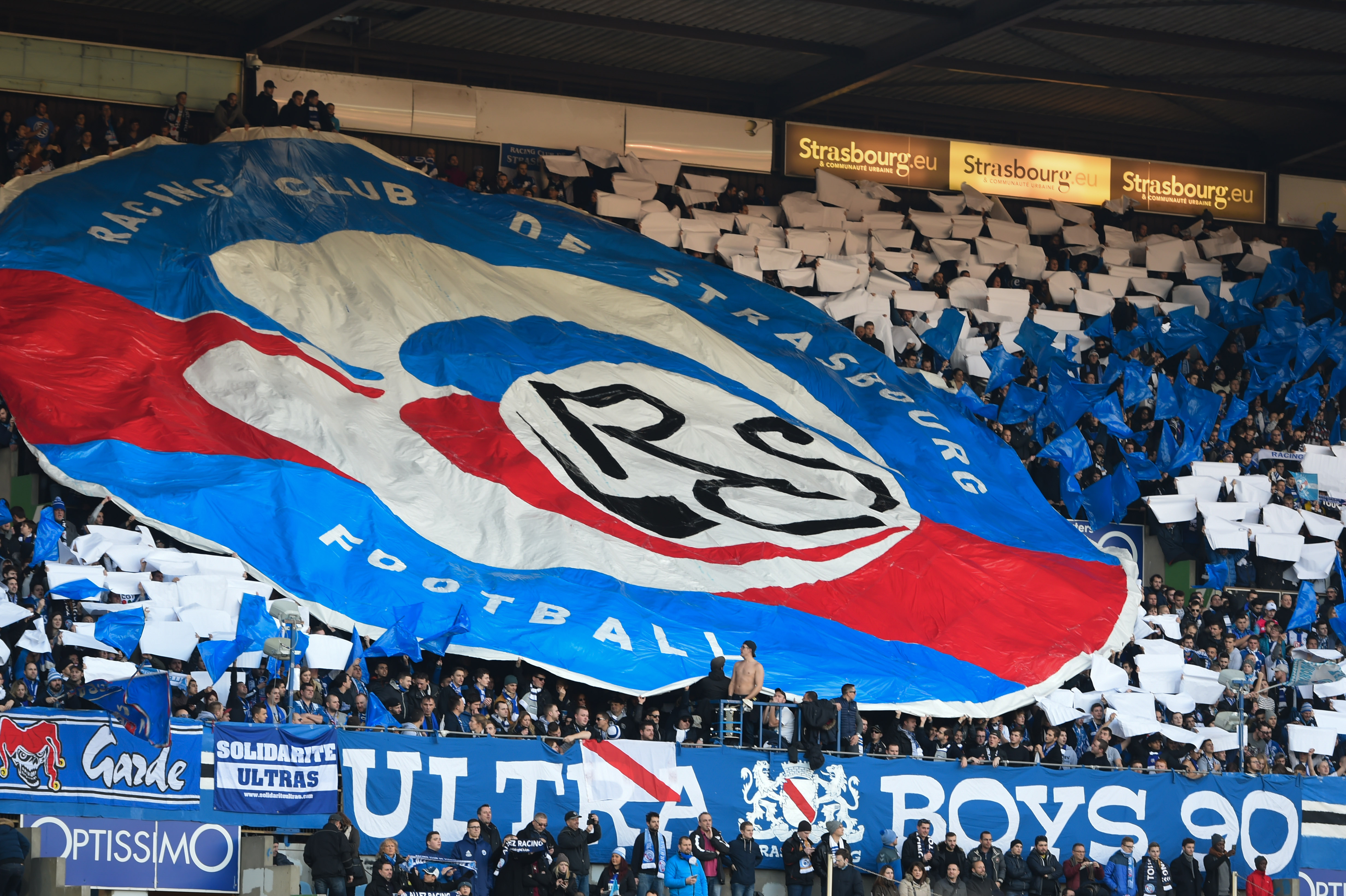
RCSA vs Lens 2016

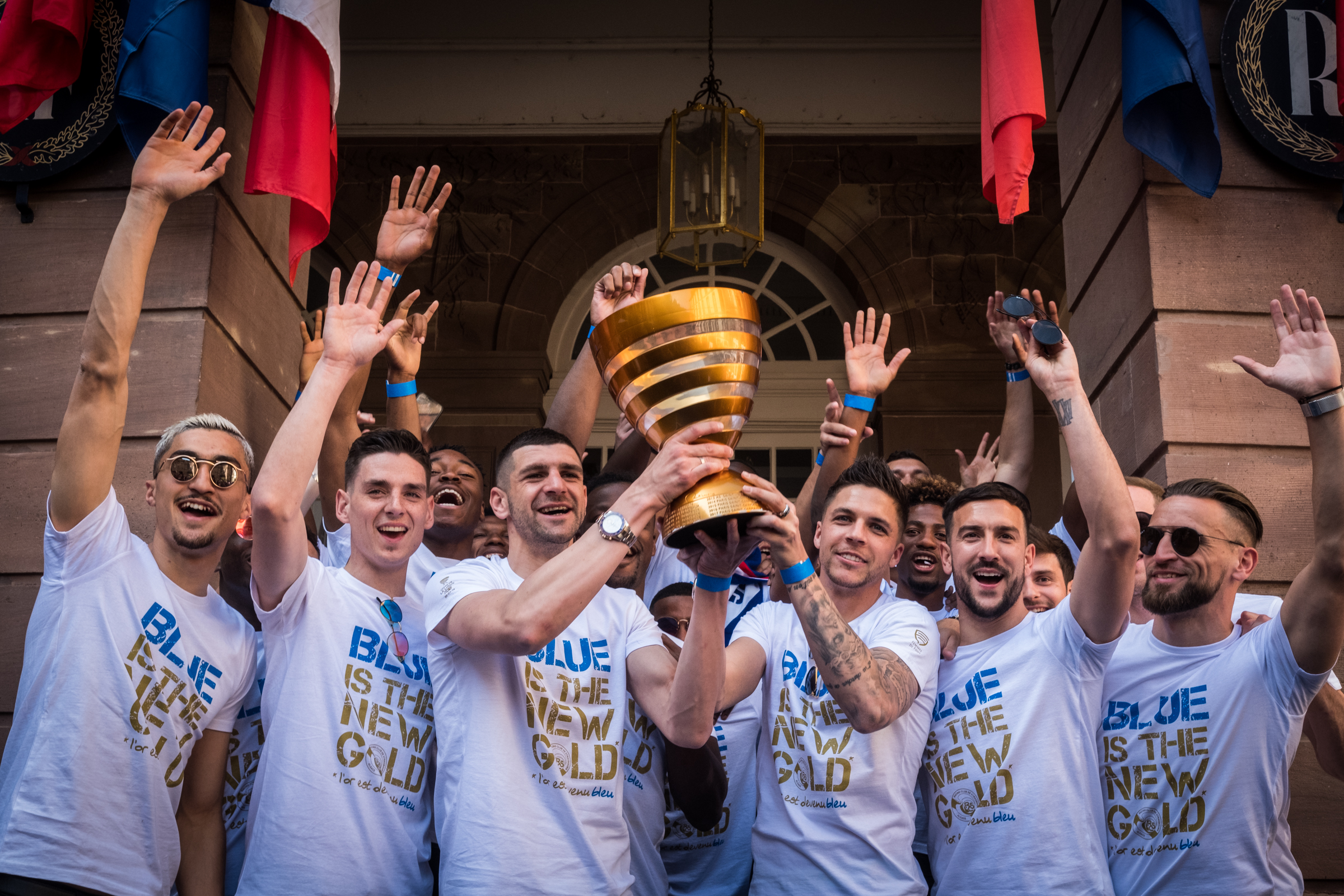
Jugadores del Racing de Estrasburgo celebrando la tercera Copa de la liga de Francia.

Desde la temporada de 2017-2018, el club jugaría nuevamente en la ligue 1 la máxima categoría del fútbol francés.
El club, en su regreso a la máxima categoría, logró, el 2 de diciembre de 2017, convertirse en el primer equipo en vencer al Paris Saint-Germain F. C. en esa temporada (2-1).
El 30 de marzo de 2019, el equipo ganó su tercera Copa de la Liga de Francia luego de ganar por los tiros desde el punto penal al Guingamp EA. Con este título, el club clasificó a la segunda ronda preliminar de la Europa League de la temporada 2019-2020 y rompería con una sequía de títulos en la máxima categoría de casi 15 años.
En la Liga Europa de la UEFA 2019-20 lograría avanzar hasta la Ronda de Play-Off donde sería eliminado por el equipo alemán Eintracht Frankfurt.

## Simbología

### Escudo
El primer escudo del Racing club de Estrasburgo, es un óvalo que contiene las iniciales RCS, en referencia al nombre actual, que fue adoptado en 1919 y acompañado por un marco con una banda de color rojo en referencia al escudo de la ciudad de Estrasburgo. En 1945, aparece por primera vez el color azul en el escudo, bajo las siglas de RCS cubierto sobre un rombo de color blanco y una banda azul. En 1950, aparece por primera vez el logo de la cigüeña, en honor al escudo de Alsacia, con este nuevo logo, el club consiguió alzarse con su primera Copa de Francia. La base está compuesta por dos cigüeñas por debajo de las iniciales del club y con una banda de color rojo en referencia a la ciudad de Estrasburgo. El escudo de 1960 se incluye por primera vez la Catedral de Estrasburgo, símbolo que sigue establecido en la actualidad, un fondo azul y una franja blanca, completan el escudo que portó el club durante toda la década de los años 60. La versión modificada en 1971 sigue la fusión de Racing con el club Pierrots Vauban y presenta las siglas RPSM de la nueva denominación Racing Pierrots Strasbourg-Meinau así como el color amarillo de Pierrots Vauban.
El regreso al antiguo nombre del club en 1976 estuvo acompañado de la creación de un nuevo escudo, que tomó la forma de un círculo formado por una franja roja sobre un fondo azul y una cigüeña cuyas alas rodeaban la Catedral de Estrasburgo y el símbolo RCS. Este escudo sería un reflejo para el escudo utilizado en la actualidad. Durante la temporada 1985-1986 el escudo fue sustituido por un escudo donde dos leones rodean las iniciales RCS y las doce estrellas de la bandera europea. Estas estrellas también se encuentran en el logotipo utilizado en 1987-1988. 
Después de la venta del club por parte de la ciudad en 1997, el presidente Patrick Proisy adoptó un nuevo logotipo con tres ramas azul real que representan tanto una cigüeña estilizada como la aguja de la catedral entre la Cordillera de los Vosgos y el de la Selva Negra. 
Las tres estrellas simbolizan el campeonato de Francia, la Copa de Francia y la Copa de la Liga de Francia, tres trofeos conquistados por el Racing. 
El escudo actual del Racing desde 2006, año del centenario, está basado en el de 1976 que es el del título de campeón de Francia en 1979. Además del nombre del club, sus iniciales y su color, azul, este escudo retoma diferentes elementos identitarios que aparecían en los escudos anteriores: la banda roja y la catedral simbolizan la ciudad de Estrasburgo, mientras que la cigüeña representa a Alsacia. 
En 2012, la nueva denominación social del club, Racing Club de Strasbourg Alsace, tomó la forma de una ligera modificación del logotipo: la indicación "fútbol" fue reemplazada por la palabra "Alsacia", cuya inicial se integró en el acrónimo RCS. Sin embargo, esto fue retirado en 2016.
|                                                    |
| Primer escudo tomado del sello corporativo (1920). |

|                                                            |
| El escudo propio tomado del emblema de la catedral (1960). |

|                       |
| Escudo actual (2016). |

### Himno
El himno oficial del Racing Club de Estrasburgo es denominado Nous ne sommes pas 11 mais des milliers, (en castellano, No somos 11, sino miles) fue creado y estrenado en el año 2015 por el autor Pascal Vecca, tras una reunión por parte de una reunión de todas las peñas repartidas por toda la región de Alsacia. El nuevo himno sonó por primera vez en el partido de la temporada en el Championnat National en 2015 ante el U. S. Orléans.

## Equipación
El color distintivo del Racing club de Estrasburgo es el azul (bleu en francés), a pesar de que se les conoce como los Ferroviarios, todo lo contrario a los colores de su población, que se derivan del rojo y en menor medida el blanco, debido a los colores utilizados por la bandera de Alsacia. Si bien es cierto, los primeros colores del Racing son el negro y el blanco, pues así vestía el equipo cuando se denominaba Fussball Club Neudorf. No fue hasta los años treinta cuando cambiaron a los colores que poseen en la actualidad. En los últimos años, con la llegada del exfutbolista Marc Keller a la presidencia del club, se ha optado por variar el color azul de sus camisetas, siendo más oscuro durante las primeras temporadas hasta que se va clareciendo en los últimos años.
Adidas es el proveedor oficial del conjunto alsaciano desde 2018, aunque ya fabricó las camisetas al equipo en el pasado, siendo el cuarto mandato de la marca alemana. El patrocinador oficial es Electricidad de Estrasburgo quien desde 2007 aparece en la parte frontal de la primera equipación. Además, el Racing tiene otro patrocinador que aparece en la segunda y tercera equipación del club, ese espacio es ocupado por Winamax desde 2020, tras haber suplido a CroisiEurope y Hager, quién este último sigue siendo uno de los patrocinadores del Racing.

### Evolución de la equipación
| Primer | (evolución) | Actual |

## Infraestructua

### Estadio
Cuando se creó el club en 1906, los partidos se disputaban en las calles del distrito Neudorf de Estrasburgo. Desde 1909,con ocasión de su primer campeonato oficial en 1909-1910, el club jugó en el terreno del Polígono en Neudorf.
En 1914 a cambio de un alquiler mensual de 300 marcos, el club firmó un contrato de arrendamiento a largo plazo para jugar sus partidos en el jardín Haemmerlé, el sitio del actual estadio de Meinau. En 1921 se construiría las tribunas del estadio. Fue en este momento que el jardín tomó el nombre del estadio Meinau.
Actualmente, el estadio tiene un aforo de 36 000 espectadores, luego de varias reformas durante su historia. Se puede acceder al estadio Meinau en transporte público en autobús, tranvía o tren.

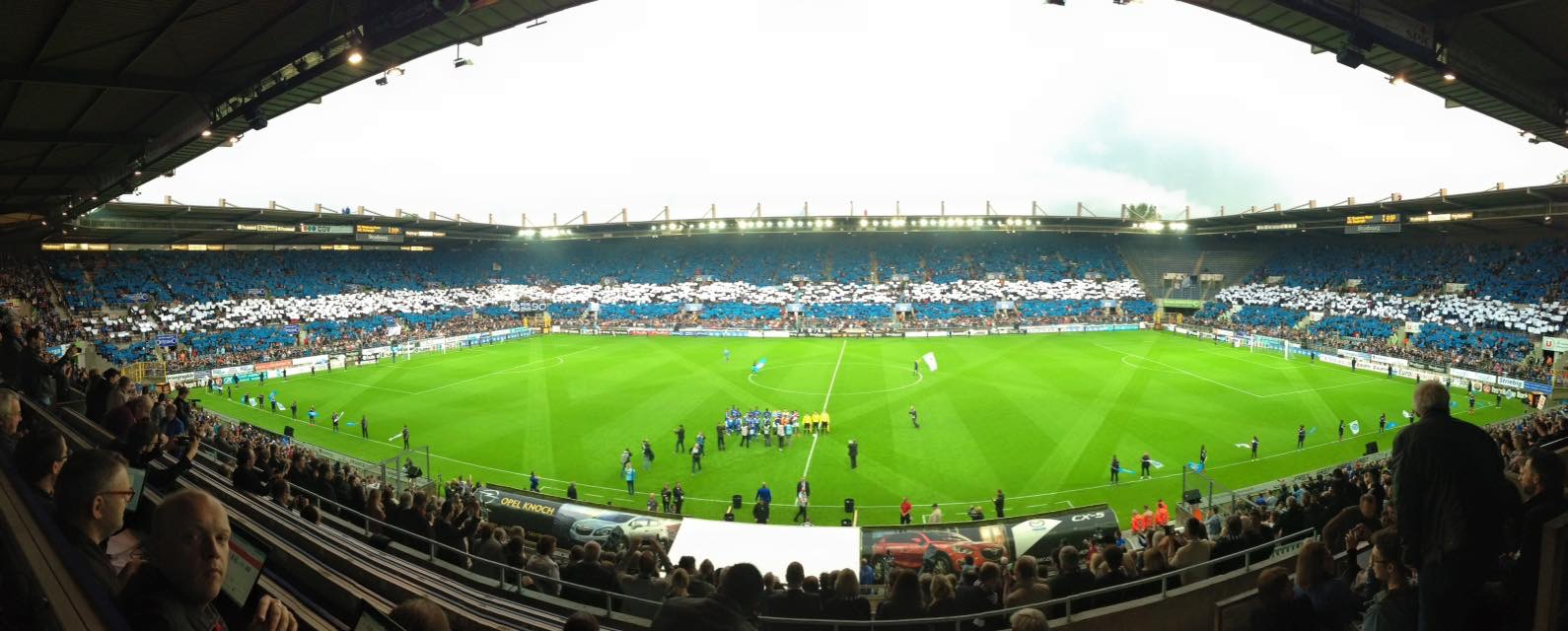
Estadio de la Meinau, Estrasburgo

## Datos del club

### Denominaciones
A lo largo de su historia, la entidad de Estrasburgo ha visto cómo su denominación variaba por diferentes circunstancias hasta llegar a la actual de Racing Club de Strasbourg Alsace. El club se fundó bajo el nombre de Fussball Club Neudorf en honor al barrio donde comenzaron a disputar sus primeros partidos y que a día de hoy siguen establecidos.
A continuación se listan las siguientes denominaciones por las que ha sufrido el club a lo largo de toda su historia.
- Fussball Club Neudorf (1906-1919) Nombre tras su nacimiento.
- Racing Club Strasbourg Neudorf (1919-1940) Tras el final de la Primera Guerra Mundial y posterior regreso de Alsacia a Francia.
- RassenSport Club Strassburg (1940-1945) Anexión de Alsacia al III Reich.
- Racing Club de Strasbourg Football (1945-1971)/(1976-2015) Fin de la Segunda Guerra Mundial y Fin de la fusión con Pierrots.
- Racing Pierrots de Strasbourg (1971-1976) Fusión con los Pierrots, un club de fútbol amateur.
- Racing Club de Strasbourg Alsace (2015-Act) Inclusión de la denominación Alsacia al nombre oficial.

## Palmarés
El Racing ha conseguido un total de 8 títulos a nivel nacional, siendo la Copa de la Liga de Francia el trofeo más repetido en sus vitrinas.
Títulos nacionales (7)
| Competición nacional           | Títulos          | Subcampeonatos   |
| ------------------------------ | ---------------- | ---------------- |
| Ligue 1 (1/1)                  | 1979             | 1935             |
| Copa de Francia (3/3)          | 1951, 1966, 2001 | 1937, 1947, 1995 |
| Copa de la Liga de Francia (3) | 1997, 2005, 2019 |                  |
| Supercopa de Francia (0/1)     |                  | 2001             |

Títulos internacionales (1)
| Competición internacional     | Títulos | Subcampeonatos |
| ----------------------------- | ------- | -------------- |
| Copa Intertoto de la UEFA (1) | 1995.   |                |

## Trayectoria
|  | Para más detalles, consultar Trayectoria del Racing Club de Estrasburgo y Estadísticas del Racing Club de Estrasburgo |

El club ha disputado un total de 62 temporadas en la Ligue 1, otras 16 en la Ligue 2, 4 temporadas en la Championnat National, 1 en la National 2 (4.ª División) y otra en la national 3 (5.ª División), sin contar las ediciones anteriores al campeonato del fútbol francés, además de una ausencia entre 1940 y 1945 para jugar en la Gauliga, perteneciente a la Alemania Nazi. Su mejor registro es el campeonato conseguido en la temporada 1978-79, siendo el único obtenido hasta la fecha. A pesar de haber descendido diez veces a la segunda división a lo largo de su historia, nunca lo ha hecho ocupando la última posición, siendo el 19.º su peor registro en hasta cinco ocasiones.
El Racing ocupa el duodécimo puesto de la clasificación histórica de la Ligue 1 después de haber permanecido durante más de dos décadas entre los diez primeros. Dicha situación se debe al periodo de crisis del club entre 2008 y 2017, llegando a declararse en quiebra en el año 2011. 
El jugador que más partidos ha disputado con la camiseta del club es el central René Hauss con 421 partidos disputados en 19 temporadas, mientras que el alemán Oskar Rohr es el máximo goleador con un total de 117 goles anotados.
En la Copa de Francia, el Racing lleva disputándola desde el año 1919 hasta la fecha, habiéndola ganado en hasta tres ocasiones. El club estuvo ausente en el torneo copero desde 1940 hasta 1945 cuando Alsacia formaba parte del III Reich y por tanto le abrió la posibilidad de jugar la DFB Pokal, el torneo copero más importante del país teutón.
En cuanto a las competiciones europeas se refiere, el Racing todavía no ha sido capaz de ganar un título oficial, siendo la Copa Intertoto el único trofeo que posee en sus vitrinas, aunque no se contabiliza de manera oficial por la UEFA. Fue en el año 1995 cuando el club alsaciano se alzó con el trofeo. El Racing sólo disputó una edición de la Copa de Europa, en el año 1980, siendo los cuartos de final su mejor resultado.
Nota: En negrita competiciones activas.
| \| Competición \| P.J. \| P.G. \| P.E. \| P.P. \| G.F. \| G.C. \| Mejor resultado \| \| --------------------------------------------- \| ---- \| ---- \| ---- \| ---- \| ---- \| ---- \| --------------- \| \| Campeonato de Liga de Francia \| 2157 \| 782 \| 585 \| 840 \| 2978 \| 3174 \| Campeón \| \| Segunda división de Francia \| 568 \| 381 \| 138 \| 129 \| 1068 \| 580 \| Campeón \| \| Tercera división de Francia \| 142 \| 62 \| 49 \| 31 \| 167 \| 115 \| Campeón \| \| Cuarta división de Francia \| 34 \| 17 \| 11 \| 6 \| 47 \| 29 \| Campeón \| \| Quinta división de Francia \| 30 \| 21 \| 7 \| 2 \| 66 \| 14 \| Campeón \| \| Campeonato de Francia de Copa \| 302 \| 183 \| 32 \| 87 \| 606 \| 331 \| Campeón \| \| Copa de la Liga de Francia \| 40 \| 17 \| 8 \| 15 \| 60 \| 58 \| Campeón \| \| \| \| \| \| \| \| \| \| \| Copa de Europa / Liga de Campeones de la UEFA \| 6 \| 3 \| 1 \| 2 \| 8 \| 6 \| 1/4 \| \| Copa de la UEFA / Liga Europa de la UEFA \| 28 \| 13 \| 6 \| 9 \| 41 \| 29 \| 1/8 \| \| Recopa de la UEFA \| 4 \| 2 \| 1 \| 1 \| 3 \| 3 \| 1/4 \| \| Copa Intertoto \| 18 \| 8 \| 7 \| 3 \| 35 \| 19 \| Campeón \| \| Copa de Ferias \| 14 \| 4 \| 5 \| 5 \| 16 \| 26 \| 1/8 \| \| \| \| \| \| \| \| \| \| \| Total \| 3343 \| 1493 \| 850 \| 1130 \| 5095 \| 4384 \| 9 Títulos \| \| Ver estadísticas completas \| \| \| \| \| \| \| \| Estadísticas actualizadas hasta el último partido jugado el 17 de abril de 2023. |      |      |      |      |      |      |                 |
| Competición | P.J. | P.G. | P.E. | P.P. | G.F. | G.C. | Mejor resultado |
| Campeonato de Liga de Francia | 2157 | 782  | 585  | 840  | 2978 | 3174 | Campeón         |
| Segunda división de Francia | 568  | 381  | 138  | 129  | 1068 | 580  | Campeón         |
| Tercera división de Francia | 142  | 62   | 49   | 31   | 167  | 115  | Campeón         |
| Cuarta división de Francia | 34   | 17   | 11   | 6    | 47   | 29   | Campeón         |
| Quinta división de Francia | 30   | 21   | 7    | 2    | 66   | 14   | Campeón         |
| Campeonato de Francia de Copa | 302  | 183  | 32   | 87   | 606  | 331  | Campeón         |
| Copa de la Liga de Francia | 40   | 17   | 8    | 15   | 60   | 58   | Campeón         |
| |      |      |      |      |      |      |                 |
| Copa de Europa / Liga de Campeones de la UEFA | 6    | 3    | 1    | 2    | 8    | 6    | 1/4             |
| Copa de la UEFA / Liga Europa de la UEFA | 28   | 13   | 6    | 9    | 41   | 29   | 1/8             |
| Recopa de la UEFA | 4    | 2    | 1    | 1    | 3    | 3    | 1/4             |
| Copa Intertoto | 18   | 8    | 7    | 3    | 35   | 19   | Campeón         |
| Copa de Ferias | 14   | 4    | 5    | 5    | 16   | 26   | 1/8             |
| |      |      |      |      |      |      |                 |
| Total | 3343 | 1493 | 850  | 1130 | 5095 | 4384 | 9 Títulos       |
| Ver estadísticas completas |      |      |      |      |      |      |                 |

## Organigrama
Desde que el club se fundó en el año 1906, han pasado más de un millar de futbolistas, mayoritariamente de nacionalidad francesa a pesar de que en los últimos años se han introducido una gran cantidad de jugadores extranjeros (la mayoría con pasaporte francés). En los primeros años, las plantillas estaban compuestas por jugadores alemanes debido a que el club se encontraba bajo territorio del Imperio Alemán, hasta 1918 cuando la región de Alsacia volvió a formar parte de Francia. Muchos de los jugadores en aquella época, al haber nacido tanto en Estrasburgo como en otras ciudades alsacianas, cambiaron de una nacionalidad a otra como fue el caso de Fritz Keller. 
El jugador que más partidos de liga ha jugado con el Racing Club de Estrasburgo ha sido el defensa René Hauss con hasta un total de 516 partidos, seguido de Dominique Dropsy con 406 partidos, Guillaume Lacour y Stéphane Cassard con 246 y 204 partidos respectivamente. El máximo goleador de la historia del club es el alemán Oskar Rohr que anotó 118 goles en 150 partidos disputados.
En 1979, Léonard Specht fue nombrado como mejor jugador joven por la revista France Football, en 1990, el delantero Didier Monczuk fue nombrado mejor jugador de segunda división. El portero Dominique Dropsy obtiene la Estrella de Oro al futbolista más laureado y regular de la temporada 1980-1981 en Primera División. Alexander Vencel obtiene la Estrella de Oro al mejor portero en el campeonato de Primera División 1998-1999. Stéphane Cassard recibe la Estrella de Oro al mejor portero de la Ligue 1 2004-2005.
Hasta un total de 21 jugadores han disputado al menos un partido con la Selección de fútbol de Francia mientras formaban parte de la primera plantilla del Racing, llegando a un total de 126 partidos. El primero de ellos fue el delantero Fritz Keller que marcó un total de tres goles en ocho partidos disputados, además fue convocado para participar en la Copa Mundial de Fútbol de 1934. A Keller le siguen Oscar Heisserer con 18 partidos, 6 de ellos como capitán con cuatro goles marcados, incluido uno en cuartos de la Copa Mundial de Fútbol de 1938 ante Italia. El portero Dominique Dropsy y el defensa Léonard Specht con 17 y 16 selecciones respectivamente entre 1978 y 1982.
Raymond Kaelbel quien jugó para el Racing de 1950 a 1956 y de 1964 a 1969, disputó 14 partidos con la absoluta, incluyendo una tercera posición en la Copa Mundial de Fútbol de 1958, Gérard Hausser quien también logró participar en 14 encuentros, fue convocado para disputar la Copa Mundial de Fútbol de 1966. Del equipo que quedó campeón en el año 1979, además del mencionado Dropsy, les siguen Raymond Domenech, Albert Gemmrich, Roger Jouve, Francis Piasecki y Roland Wagner.
Los últimos futbolistas convocados por la absoluta fueron Marc Keller y Frank Leboeuf, en la década de los años 90.
En el club, además de aquellos futbolistas campeones de liga en 1979, también han jugado importantes jugadores como Yvon Pouliquen, Ivica Osim, Ivan Hašek, Aleksandr Mostovoi, José Luis Chilavert, Youri Djorkaeff, Danijel Ljuboja, Richard Dutruel, Habib Beye, Renaud Cohade, Karim Haggui, Mamadou Niang, Rémy Vercoutre, Olivier Dacourt o Kevin Gameiro, entre otros futbolistas. También en este equipo se retiró como jugador Arsène Wenger exentrenador del Arsenal FC de Inglaterra.
| Máximos goleadores | Máximos goleadores | Máximos goleadores | Más partidos disputados | Más partidos disputados | Más partidos disputados | Más temporadas disputadas | Más temporadas disputadas | Más temporadas disputadas |
| ------------------ | ------------------ | ------------------ | ----------------------- | ----------------------- | ----------------------- | ------------------------- | ------------------------- | ------------------------- |
| 1.                 | Oskar Rohr         | 118 goles          | 1.                      | René Hauss              | 516 partidos            | 1.                        | René Hauss                | 19 años                   |
| 2.                 | Albert Gemmrich    | 94 goles           | 2.                      | Dominique Dropsy        | 406 partidos            | 2.                        | René Deutschmann          | 15 años                   |
| 3.                 | Casimir Koza       | 83 goles           | 3.                      | Leonard Specht          | 387 partidos            | 3.                        | Edmond Haan               | 14 años                   |
| 4.                 | Marc Molitor       | 83 goles           | 4.                      | René Deutschmann        | 334 partidos            | 4.                        | Leonard Specht            | 13 años                   |
| 5.                 | Gérard Hausser     | 78 goles           | 5.                      | Edmond Haan             | 307 partidos            | 5.                        | Dominique Dropsy          | 11 años                   |
| Ver lista completa | Ver lista completa | Ver lista completa | Ver lista completa      | Ver lista completa      | Ver lista completa      | Ver lista completa        | Ver lista completa        | Ver lista completa        |

### Presidencia
El Racing Club de Estrasburgo de Alsacia ha tenido, contando el actual, un total de hasta 31 presidentes. El primer presidente fue Charles Belling nombrado en el año 1919, cuando el cuando el club era considerada amateur, manteniéndose en el cargo hasta el año 1933 y vinculado con el Racing hasta 1959. En 1933 el club pasa a ser profesional pero se mantiene la asamblea de constitución la cual elegía a su mandatario. Charles Belling es además el presidente con mayor duración de la historia del Racing, ostentando el cargo durante 14 años.
En el año 1997 el Racing se convirtió en una sociedad anónima deportiva debido a los problemas económicos que ostentaba el club, aunque el proceso para la conversión del nuevo modelo económico comenzó años atrás con el ayuntamiento de Estrasburgo comprando el 49% de las acciones del club, así como un 45% fueron adquiridas por diferentes empresas privadas, dejando sólo el 6% en manos de los socios del club. La ciudad siguió invirtiendo capital hasta el año 1996 cuando cambiaron los estatutos para convertir el Racing en una Sociedad Anónima con Fines Deportivos (SAOS) con el fin de privatizarlo y dejar de ser vinculado por el ayuntamiento.
IMG Management compró el club por 5 millones de francos el 20 de febrero de 1997 teniendo que haber adquirido al menos el 33,34% del total de las acciones con base en la obligación impuesta por la ley. A principio de la década del 2000 la entidad pasa a ser una Sociedad Anónima Deportiva Profesional (SASP). Desde la fundación del club, se creó a su vez el Racing Club de Strasbourg Omnisports con el fin de dirigir y tener al menos un equipo en diferentes deportes. Patrick Proisy, presidente del club, quiso desmarcar todos los equipos de fútbol con el resto de secciones creando a su vez el Racing Club de Strasbourg Football. El malestar de omnisports se vio reflejado en la exigencia de que el club de fútbol dejara de llamarse Racing Club. 
Finalmente en 2003, tras varios meses de juicio, el Tribunal Europeo da la razón a la asociación omnisports y el club de fútbol ya no tendría derecho a llamarse Racing Club de Strasbourg, esta decisión obligó a IMG Management a vender el club.
En 2004, el club pasó a estar gestionado por Sportinvest quién compró todas las acciones a IMG Management y a partir de ahí comenzó una serie de cambios extradeportivos en la dirigencia del club alsaciano. En 2005 los dirigentes de Sportinvest vendieron sus acciones al inversor inmobiliario Philippe Ginestet quien decidió cambiar el nombre de la entidad a EuroRacing, en 2007 Robert Lohr, mediante la sociedad RLS 79, adquirió el 20% de las acciones del club. En 2010 el Racing estaba compuesto por el 78% de la empresa EuroRacing, el 20% por la empresa RLS 79, el 1,33% por Racing Club Strasbourg Football y el 0,67% por accionistas minoritarios.
En el año 2011, el Racing se declara en quiebra por lo que el club comenzó a pasar a manos de diferentes accionistas e instaurándose en la National 3, (5.ª División Francesa), tras meses de inestabilidad, Marc Keller, uno de los minoristas, compra la mayor parte de las acciones del Racing a mediados de 2013, actualmente sigue siendo el máximo mandatario del club siendo el segundo presidente con mayor duración de la historia en la entidad.

## Rivalidades
Su rival tradicional es FC Metz, de la región de Lorena. También mantiene una intensa rivalidad con otros clubes alsacianos, pertenecientes a las categorías menores del sistema de ligas de fútbol de Francia, como el Vauban Strasbourg, el FC Mulhouse o el SR Colmar.